# Rivière Indienne
Rivière Indienne är ett vattendrag i Kanada.   Det ligger i provinsen Québec, i den östra delen av landet, 400 km nordost om huvudstaden Ottawa.
I omgivningarna runt Rivière Indienne växer i huvudsak blandskog. Trakten runt Rivière Indienne är nära nog obefolkad, med mindre än två invånare per kvadratkilometer.